# El Cazador (brigantino)
Il brigantino El Cazador fu perso per naufragio nel Golfo del Messico nel febbraio 1784, mentre trasportava un grande tesoro.

## Storia
Si trattava dell'ex nave corsara britannica The Hunter  catturato dalla balandra corsara spagnola di Joseph Ronda. Tale nave entrò in servizio nella Real Armada Española nel 1780, con lo stesso nome tradotto in spagnolo, come brigantino destinato ad operare nelle acque dei Caraibi. La nave fu armata con 8 cannoni ed ebbe un equipaggio di 100 uomini.
Nel luglio 1782 si trovava nel porto di Guarico, Santo Domingo, dove svolse numerosi missioni di scorta al naviglio mercantile. Il 4 febbraio 1783 entrò nel porto de l'Avana proveniente da quello di San Nicolás di conserva con la fregata Héroe.

### Il trasporto del tesoro

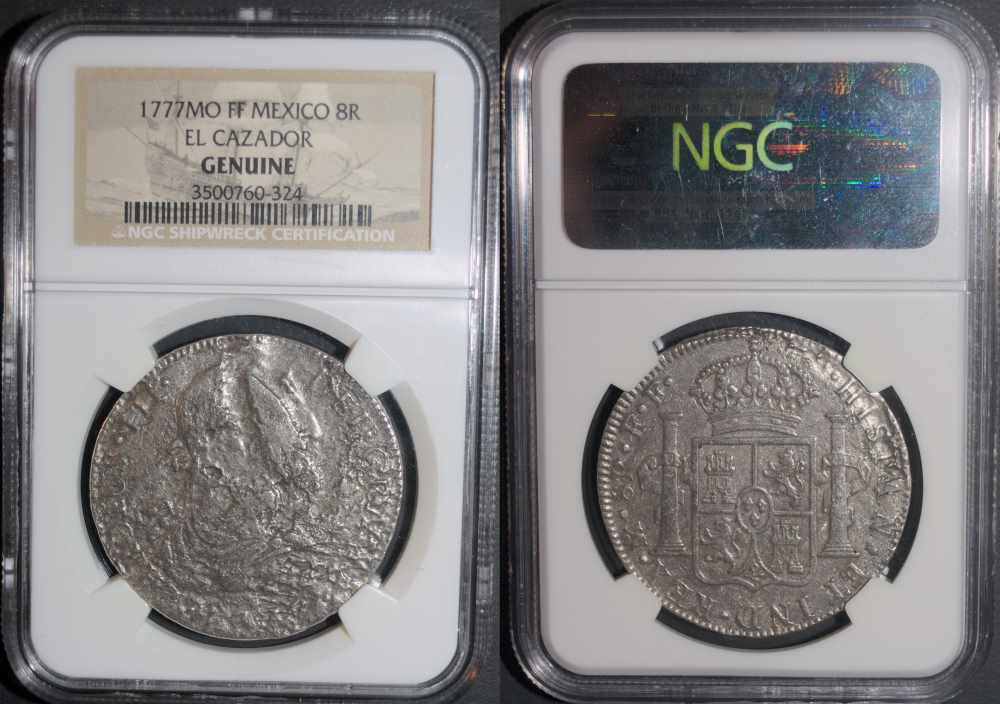
1777 moneta Real da 8 dal naufragio dello El Cazador. Questa moneta è nella collezione privata di H. Blair Howell.

Negli anni settanta del XVIII secolo l'economia del territorio spagnolo della Louisiana stava vacillando a causa dell'uso della carta moneta che non era sostenuta da argento o oro. Il Re di Spagna Carlo III decise di sostituire la carta moneta senza valore con monete d'argento spagnole coniate dalla zecca del Messico.
Il 20 ottobre 1783 re Carlo III mandò in missione un ufficiale tra i più fidati, il tenente di fregata Gabriel de Campos y Pineda, al comando del brigantino El Cazador, per effettuare il trasporto delle monete d'argento dal porto di Vera Cruz, in Messico, a New Orleans, in Louisiana. Arrivato a Vera Cruz lo El Cazador fu sottoposto a carenaggio, e caricato con 450.000 pezzi da otto in tagli da 8, 2, 1 e ½. Si trattava di un totale di 37.500 libbre d'argento, e tutte le monete portavano la data del 1783 e il marchio di zecca messicana. Riparato e rifornito di tutto punto, lo El Cazador salpò per New Orleans l'11 gennaio 1784, e di esso non si seppe più nulla, scomparso nel Golfo del Messico. I tentativi delle autorità spagnole di localizzare la nave, o il suo relitto, non ebbero alcun successo e nel giugno 1784 lo El Cazador fu ufficialmente dichiarato disperso in mare con tutto l'equipaggio. La perdita del tesoro trasportato dal brigantino fu devastante per l'economia della Louisiana e per la capacità della Spagna di trarre profitto dalla sua posizione chiave nel Nuovo Mondo. Anche se la Spagna inviò ulteriore argento, l'economia locale non si riprese mai più e ulteriori sforzi per stabilizzare la valuta fallirono. Nel 1800 re Carlo IV cedette il territorio della Louisiana alla Francia di Napoleone Bonaparte.
Il 2 agosto 1993 il peschereccio Mistake, al comando del capitano Jerry Murphy, con porto di partenza di Pascagoula, Mississippi, stava effettuando una battuta di pesca nel Golfo del Messico, cinquanta miglia a sud di Grand Isle, Louisiana. Mentre pescava la rete a strascico del Mistake si imbatté in un ostacolo a circa 300 piedi di profondità e fu recuperato. Quando l'equipaggio issò la rete e ne scaricò il contenuto sul ponte, scoprì che la rete era piena di monete d'argento. Le monete recavano i segni della zecca spagnola del Messico, insieme alla data 1783. Il relitto fu ufficialmente identificato come quello del brigantino El Cazador dopo il recupero della campana della nave.

### Fonti
1. ↑  Monedasdemexico.
2. 1 2  Todoababor.
3. 1 2 3 4  Wrecksite.
4. 1 2 3 4 5  Todoavante.
5. ↑  Mercurio Historico y Politico 1780, p. 93.
6. 1 2  Crespo 2018, p. 71.
7. 1 2 3  Duro 1867, p. 66.
8. 1 2 3 4  Cannonbeachtreasure.
9. 1 2 3 4 5 6  Artifactexchange.
10. ↑  Crespo 2018, p. 73.